# Juan Alejandro Luco
Juan Alejandro Luco (Ciudad de San Luis, 1924- Ciudad de Buenos Aires, 1992) fue un abogado y político argentino, miembro de Unión Popular. Se desempeñó diputado nacional por la provincia del Chaco entre 1963 y 1966, y como secretario de Trabajo de la Nación Argentina entre 1970 y 1971 durante el gobierno de facto de Roberto Marcelo Levingston.

## Biografía
Nació en la ciudad de San Luis en 1925 y se radicó en Chaco, donde fue secretario de la asesoría del gobierno provincial en 1954.
Peronista, fue asesor letrado de la Unión Obrera Metalúrgica (UOM).
En 1963 fue electo diputado nacional por la provincia del Chaco en la lista de Unión Popular (UP), siendo reelecto en 1965. No pudo finalizar su mandato (que se extendía hasta 1969), por el golpe de Estado de 1966 que derrocó a Arturo Illia. En la Cámara de Diputados, fue presidente del bloque de la UP. Fue vicepresidente de la comisión de Defensa Nacional y vocal en las comisiones de Educación y de Legislación del Trabajo.
En julio de 1970, fue designado secretario de Estado de Trabajo por el presidente de facto Roberto Marcelo Levingston. En ese momento, el área de Trabajo integraba la estructura del Ministerio de Economía y Trabajo de la Nación. Se designó en el cargo a un peronista, para tener mejores vínculos con el sindicalismo, tras la elección de José Ignacio Rucci como secretario general de la Confederación General del Trabajo (CGT). Dejó el cargo en marzo de 1971. Días más tarde, la Secretaría de Trabajo volvió a jerarquizarse como ministerio.